# 前山“革命摇篮”旧址
前山“革命摇篮”旧址，位于中国广东省湛江市徐闻县前山镇樟飞雄小学内，是纪念革命先烈林飞雄的人物纪念馆。做为徐闻县的一个县级文物保护单位，其类型为近现代重要史迹及代表性建筑，公布时间为2005年4月29日。
前山“革命摇篮”旧址的历史年代为近代。